# Fotbal Club Nistru Otaci
Il Fotbal Club Nistru Otaci è stata una società calcistica moldava con sede a Otaci, città nel nord-est del paese.

## Storia
Fondato nel 1953, il club ha disputato i campionati regionali della Repubblica Socialista Sovietica Moldava senza aver mai conseguito risultati eclatanti. Con l'istituzione del primo campionato Moldavo nella primavera del 1992, il Nistru partecipa al campionato di Divizia A ottenendo la promozione in Divizia Națională.
Rimane nel massimo livello fino alla stagione 1998-99 quando viene retrocesso a tavolino per non aver ripetuto un incontro alla diciassettesima giornata. Il club si fonde con il Fotbal Club Unisport-Auto Chișinău e rimane in Divizia Națională col nome Nistru-Unisport Otaci. Dalla stagione successiva riprende la denominazione originale.
Negli anni 2000 il club si conferma come uno dei migliori club moldavi. Pur avendo vinto solo una Coppa di Moldavia, è giunto altre 8 volte in finale (nelle stagioni 1993-94, 1996-97, 2000-01, 2001-02, 2002-03, 2005-06, 2006-07 e 2007-08) e in campionato vanta 3 secondi posti (nel 2001-02, 2003-04 e 2004-05) e 3 terzi posti (nel 2002-03, 2006-07 e 2007-08).
Viene retrocesso nel 2012-2013 dopo aver concluso il campionato all'ultimo posto.

## Nomi ufficiali del club
Il club ha assunto le seguenti denominazioni:
- F.C. Nistru Otaci (1953-1999)
- F.C. Nistru-Unisport Otaci (1999-2000)
- F.C. Nistru Otaci (dal 2000)

## Rosa 2012-2013
| N. |                     | Ruolo | Calciatore         |
| -- | ------------------- | ----- | ------------------ |
| 5  | Camerun (bandiera)  | C     | Alphonse Sopho     |
| 11 | Romania (bandiera)  | A     | Catalin Lichioiu   |
| 21 | Moldavia (bandiera) | P     | Adrian Patras      |
| -  | Moldavia (bandiera) | P     | Alexandru Chirilov |
| -  | Moldavia (bandiera) | D     | Ștefan Burghiu     |
| -  | Romania (bandiera)  | D     | Marius Calin       |
| -  | Moldavia (bandiera) | C     | Victor Truhanov    |
| -  | Moldavia (bandiera) | C     | Renat Murgulet     |

| N. |                     | Ruolo | Calciatore      |
| -- | ------------------- | ----- | --------------- |
| -  | Moldavia (bandiera) | C     | Aleksandr Bicov |
| -  | Moldavia (bandiera) | C     | Sergiu Epureanu |
| -  | Moldavia (bandiera) | A     | Sergiu Zacon    |
| -  | Moldavia (bandiera) | A     | Vitalie Manaliu |
| -  | Moldavia (bandiera) | A     | Marin Sorin     |
| -  | Moldavia (bandiera) | A     | Vadim Cemîrtan  |
| -  | Moldavia (bandiera) | A     | Denis Banari    |
| -  | Moldavia (bandiera) | P     | Leonid Groza    |

## Incontri internazionali
La finale di coppa raggiunta nella stagione 2002-03 ha permesso al Nistru di disputare il turno preliminare della Coppa UEFA 2003-2004 risolto con la sconfitta ad opera della Stella Rossa Belgrado per un complessivo 8-2. L'anno successivo arrivano i primi successi in ambito europeo. Nella Coppa UEFA 2004-2005 supera infatti il primo turno preliminare sconfiggendo i bielorussi del Futbol'ny Klub Šachcër Salihorsk prima di essere eliminati dal Sigma Olomouc. Anche nella stagione 2005-2006 il club disputa la coppa UEFA, partendo direttamente dal secondo turno in quanto vincitore della coppa nazionale ma viene sconfitto in entrambe le partite dal Grazer AK.

## Palmarès

### Competizioni nazionali
- Coppa di Moldavia: 1

2004-2005
- Divizia A: 1

1992

### Altri piazzamenti
- Campionato moldavo:

Secondo posto: 2001-2002, 2003-2004, 2004-2005
Terzo posto: 2002-2003, 2006-2007, 2007-2008
- Coppa di Moldavia:

Finalista: 1993-1994, 1996-1997, 2000-2001, 2001-2002, 2002-2003, 2005-2006, 2006-2007, 2007-2008
Semifinalista: 1992-1993, 1997-1998, 1999-2000, 2003-2004
- Supercoppa di Moldavia:

Finalista: 2005

## Statistiche e record

### Statistiche nelle competizioni UEFA
Tabella aggiornata alla fine della stagione 2018-2019.
| Competizione                  | Partecipazioni | G  | V | N | P  | RF | RS |
| ----------------------------- | -------------- | -- | - | - | -- | -- | -- |
| Coppa UEFA/UEFA Europa League | 8              | 24 | 4 | 9 | 11 | 16 | 38 |
| Coppa Intertoto               | 1              | 4  | 2 | 1 | 1  | 5  | 7  |

## Stadio
Il club gioca le partite interne nello Stadionul Călărășăuca, situato in un villaggio nei pressi di Otaci, con una capacità di 2 000 posti. Fino al 1990 giocava in un impianto di Otaci successivamente demolito.